# Sweltsa nikkoensis
Sweltsa nikkoensis is een steenvlieg uit de familie groene steenvliegen (Chloroperlidae). De wetenschappelijke naam van de soort is voor het eerst geldig gepubliceerd in 1912 door Okamoto.